# Barbara Jochheim

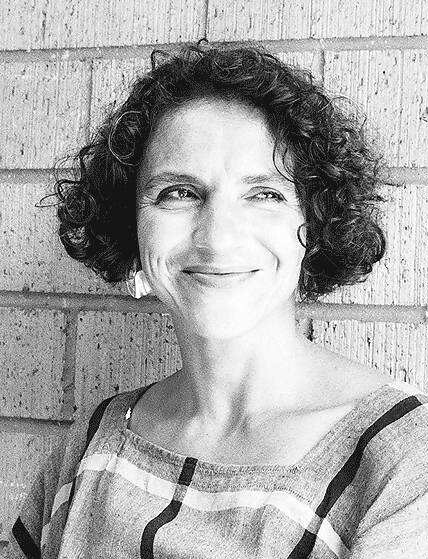
Barbara Jochheim (1994)

Barbara Jochheim (* 1954) ist ausgebildete Mediatorin, außerdem selbständige Rechtsanwältin und Fachanwältin für Ehe- und Familienrecht. Sie ist Autorin verschiedener Werke zum Thema Familien- und Vertragsrecht. Mehrere Jahre lang hat sie mit Lehraufträgen an Fachhochschulen unterrichtet. Ferner ist sie in Aus- und Fortbildungen zur Mediation im In- und Ausland tätig.
Jochheim war Stadträtin der Grünen in Freiburg im Breisgau, im Vorstand des Landeschiedsgerichts Baden-Württemberg und wurde im November zur Stellvertretenden Vorsitzenden des Bundesschiedsgericht der Partei Die Grünen gewählt.
2004/2005 bildete sie sich zur Internationalen Friedensexpertin fort. Seit 2006 ist sie im Zivilen Friedensdienst (ZFD) tätig, davon viele Jahre in Simbabwe, unter anderem bis 2013 als Regional-Koordinatorin im südlichen Afrika für den Weltfriedensdienst e.V. und 2013/14 als Expertin im ZFD für die Gesellschaft für Internationale Zusammenarbeit (GIZ) in Nepal zur Fortbildung von Community-Mediatoren.

## Werke
- Schuldner zahlt nicht – was tun?, ISBN 3-8092-1269-5
- Trennung, Scheidung und Finanzen, ISBN 3-86027-256-X
- Eheverträge aktuell, ISBN 3-8092-1434-5
- Trennung, Scheidung, Unterhalt von A – Z, ISBN 3-8092-1172-9